# 仆固宰相
仆固宰相（？—842年），名不详，彰信可汗时回鹘汗国宰相。
839年，宰相掘罗勿造反，攻杀彰信可汗。拥立㕎馺特勒，回鹘衰落，被黠戛斯击败。840年，㕎馺可汗和掘罗勿被杀。留在漠北的部落立昭礼可汗的弟弟乌希特勒为乌介可汗。回鹘宰相赤心，与连位仆固宰相，与特勤那颉啜各率自己的部落兵马抵达唐朝天德军的边塞一带，依靠和杂居这一地区的各族部落贸易而生活，不服从乌介可汗。842年，赤心想要犯塞，乌介可汗派遣人请求天德军使田牟，田牟诱骗赤心宰相一起去见乌介可汗，将赤心、仆固二人在可汗帐下杀死，那颉啜收留赤心的七千帐部落往东逃去。